# 31 Pułk Piechoty Obrony Krajowej

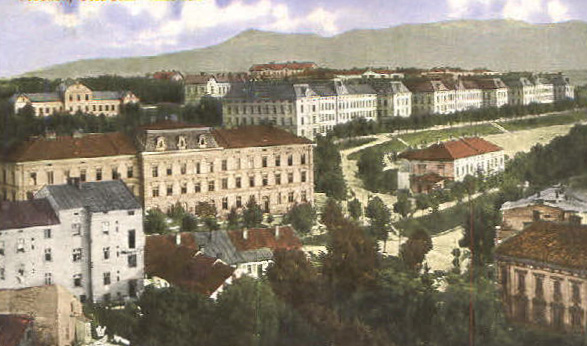
Koszary piechoty w Cieszynie około 1910

31 Pułk Piechoty Obrony Krajowej Cieszyn (LIR Teschen Nr. 31) – pułk piechoty cesarsko-królewskiej Obrony Krajowej. 

## Historia pułku
Okręg uzupełnień Obrony Krajowej Cieszyn (niem. Teschen), Hradec Králové (niem. Königgrätz).
Pułk został utworzony w Cieszynie 1 października 1901 roku jako niemiecki pułk Obrony Krajowej.
Kolory pułkowe: trawiasty (grasgrün), guziki srebrne z numerem pułku „31”. W lipcu 1914 roku skład narodowościowy pułku: 27% – Polacy, 33% – Czesi, 37% – Niemcy.
W latach 1902–1909 służbę w pułku pełnił Jan Prymus.
W latach 1903–1914 sztab pułku i trzy bataliony stacjonowały w Cieszynie na terytorium 1 Korpus Austro-Węgier.
W 1914 pułk wchodził w skład 91 Brygady Piechoty Obrony Krajowej w Krakowie należącej do 46 Dywizji Piechoty Obrony Krajowej.
W czasie I wojny światowej pułk walczył z Rosjanami maju 1915 w Galicji w bitwie gorlickiej. Żołnierze pułku są pochowani m.in. na cmentarzach wojennych nr: 248 w Dąbrowie Tarnowskiej i 255 w Wietrzychowicach. W szeregach pułku walczyli m.in. porucznicy: Antoni Łukoś, Rudolf Matuszek i Paweł Zientek.
11 kwietnia 1917 oddział został przemianowany na Pułk Strzelców Nr 31 (niem. Schützenregiment Nr. 31).

## Komendanci pułku
- płk Eduard Urbanitzky (1903–1905 → stan spoczynku)
- płk Karl Nastopil (1905–1910 → komendant 86 Brygady Piechoty OK)
- płk Otto Gößmann (1910–1913 → komendant 52 Brygady Piechoty OK[7])
- ppłk / płk Emil Maculan (od 1913[8])